# Lose You to Love Me
"Lose You to Love Me" là một bài hát của ca sĩ người Mỹ Selena Gomez. Ca khúc được phát hành bởi Interscope Records vào ngày 23 tháng 10 năm 2019, dưới dạng đĩa đơn trong album phòng thu thứ ba của cô Rare (2020). Bài hát được viết bởi Gomez, Julia Michaels, Justin Tranter và nhà sản xuất Mattman &amp; Robin, với sự sản xuất thêm của Finneas O'Connell. Gomez đã phát hành đĩa đơn thứ hai của album, "Look at Her Now" vào ngay ngày hôm sau.
"Lose You to Love Me" được các nhà phê bình âm nhạc đánh giá tốt, với lời khen ngợi đặc biệt dành cho lời bài hát. Bài hát là một thành công thương mại lớn, đạt vị trí số một trên bảng xếp hạng Billboard Hot 100 của Hoa Kỳ, trở thành đĩa đơn quán quân đầu tiên của Gomez trên bảng xếp hạng đó. Trên bình diện quốc tế, nó đứng đầu các bảng xếp hạng ở Canada và Ireland; và đạt vị trí số một trong năm nước hàng đầu tại Úc, Áo, Cộng hòa Séc, Estonia, Hy Lạp, Hungary, Latvia, Litva, Malaysia, New Zealand, Na Uy, Singapore, Slovakia, Bồ Đào Nha, Thụy Sĩ và Vương quốc Anh; cũng như top 10 tại Bỉ, Đan Mạch, Phần Lan, Đức, Iceland, Hà Lan và Thụy Điển. Ca khúc đã được công nhận là bài hát hay thứ hai trong năm 2019 của VARM,  trong khi Billboard xếp hạng đây là bài hát hay thứ 23.

## Hoàn cảnh ra đời
Gomez tiết lộ vào tháng 4 năm 2019 rằng cô đang chuẩn bị ra mắt sản phẩm âm nhạc mới. Sau khi đăng lên Instagram những bức ảnh của cô ấy khi còn nhỏ và bây giờ, cô ấy đã tuyên bố vào ngày 18 tháng 10 là một đĩa đơn có tựa đề "Lose You to Love Me" sẽ được phát hành vào ngày 23 tháng 10. Đồng tác giả Julia Michaels tiết lộ rằng bài hát được viết vào Ngày Valentine năm 2019 trong một cuộc phỏng vấn với Zane Lowe trong chương trình Beats1 Radio của anh.

## Sáng tác và thể loại
"Lose You to Love Me" là một giai điệu tự yêu bản thân về việc khám phá con người thật của mình thông qua quá trình khó khăn khi mất người yêu. Chris Monlanpy từ Slate tuyên bố "chỉ có tiếng đàn piano và giọng hát của Gomez, sau đó ngày càng trở nên khuấy động hơn với những chuỗi bị gảy, một dàn hợp xướng những giọng hát đệm, và hơn nửa chừng, một nhịp đập tinh tế là nhịp đập gần nhất trong toàn bộ bài hát. "  Nhiều ấn phẩm đã suy đoán rằng bài hát đề cập đến mối quan hệ gắn bó của Gomez với ca sĩ người Canada Justin Bieber.

## Thương mại
Bài hát ra mắt ở vị trí thứ 15 trên US Billboard Hot 100 với 36.000 bản được bán trong tuần lễ khai trương chỉ sau hai ngày phát hành. Ca khúc xuất hiện ở vị trí số một trên bảng xếp hạng Bài hát kỹ thuật số và số 20 trên bảng xếp hạng Bài hát phát trực tuyến. Lần ra mắt thứ mười lăm của bài hát cũng là lần ra mắt tốt thứ hai của Gomez trên bảng xếp hạng Hot 100 sau khi " Good for You " ra mắt ở vị trí thứ chín năm 2015. Trong tuần thứ hai, bài hát này đã vươn lên vị trí số một, trở thành bài hát quán quân đầu tiên của Gomez ở Mỹ và là đĩa đơn xếp hạng cao nhất của cô trên Hot 100, vượt qua đỉnh cao thứ năm của "Good for You" và "Same Old Love". Bài hát đã dẫn đầu bảng xếp hạng Bài hát phát trực tuyến của Billboard, tích lũy 38 triệu lượt phát trực tuyến tại Hoa Kỳ trong một tuần. Nó cũng trở thành bài hát bán chạy nhất trong tuần bằng kỹ thuật số, đứng đầu bảng xếp hạng Bài hát kỹ thuật số của Billboard. Mất 10 năm và 10 tháng kể từ lần xuất hiện đầu tiên trên bảng xếp hạng, Gomez đã hoàn thành sự chờ đợi lâu nhất để lên tới đỉnh kể từ Daddy Yankee, người đạt vị trí số một năm 2017, sau 12 năm và chín tháng. Bài hát cũng trở thành hit năm đầu tiên của Gomez ở Anh, đạt vị trí thứ ba và số một đầu tiên của cô ở Ireland. 

## Video âm nhạc
Đoạn video đen trắng được đạo diễn bởi Sophie Muller và quay hoàn toàn trên iPhone 11 Pro ở Los Angeles. Nó có tính năng Gomez hát thẳng vào máy ảnh, trong một confession. Video âm nhạc được công chiếu trên YouTube vào ngày 23 tháng 10 năm 2019, trùng với thời điểm phát hành bài hát. Video đã nhận được hơn 240 triệu lượt xem. Vào ngày 14 tháng 1 năm 2020, một video âm nhạc thay thế đã được phát hành trên kênh YouTube của cô ấy, cũng như một video âm nhạc thay thế cho " Look at Her Now ".

## Biểu diễn trực tiếp
Gomez lần đầu tiên biểu diễn bài hát này là số mở màn của Giải thưởng Âm nhạc Mỹ 2019 vào ngày 24 tháng 11 năm 2019 cùng với "Look At Her Now".

## Tiếp tân
Viết cho tạp chí Vogue, Michelle Ruiz đã ca ngợi bài hát này, nói rằng "Có khả năng bị lạc trong mạng internet của tất cả, tuy nhiên, thực tế là" Lose You to Love Me "là một bản ballad cực kỳ lôi cuốn và đáng để ngay lập tức được thêm vào danh sách nhạc Trao quyền cho các bài hát chia tay của mọi người, ngay sau " Truth Hurts " của Lizzo. "  Craig Jenkins của VARM đã ca ngợi lời bài hát của mình, lưu ý: "Đó là một canh bạc tin rằng lời bài hát cho bài hát này sẽ tự bán nó, nhưng đó là một điều khôn ngoan."  Kền kền cũng đặt tên cho nó là bài hát hay thứ hai trong năm 2019.

## Sản xuất
Tín dụng thích nghi từ các ghi chú lót của Rare.

### Địa điểm ghi âm
- Hỗ trợ tại Phòng thu âm Westlake (Los Angeles) và Interscope Studios (Santa Monica, California)
- Hỗn hợp tại Mixstar Studios (Virginia Beach, Virginia)
- Bản demo được theo dõi tại MXM Studios (Los Angeles)
- Ghi âm và theo dõi tại Phòng thu âm Costa Mesa (Newport, California), Interscope Studios (Santa Monica, California), Phòng thu âm Westlake (Los Angeles, California), Phòng thu âm Chalice (Los Angeles, California), MXM Studios (Los Angeles) và Nhà chuột House (Stockholm)
- Chuỗi được ghi lại và chỉnh sửa tại The Calm Studio (Jonstorp, Thụy Điển)
- Làm chủ tại Sterling Sound (Edgewater, New Jersey)

### Thành viên thực hiện
- Selena Gomez – vocals, songwriter
- Julia Michaels – songwriter, backing vocals, choir vocals
- Justin Tranter – songwriter, backing vocals, choir vocals
- Mattman & Robin – songwriter, producer, vocal producer, backing vocals, choir vocals bass guitar, organ, percussion, piano, strings, synthesizer programming, studio personnel
- Finneas O'Connell – additional producer
- Mattias Bylund – string arranger, recorder and editor, strings
- Mattias Johansson – violin
- David Bukovinszky – cello
- Bart Schoudel – engineer, vocal producer, studio personnel
- Ryan Dulude – assistant recording engineer
- Gavin Finn – assistant recording engineer, studio personnel
- Chris Gehringer – mastering engineer, studio personnel
- John Hanes – mix engineer, studio personnel
- Serban Ghenea – mixer, studio personnel
- Chris Gehringer – mastering
- Will Quinnell – mastering

## Xếp hạng
| Chart (2019–2020)                               | Peak position |
| ----------------------------------------------- | ------------- |
| Argentina (Argentina Hot 100)                   | 60            |
| Úc (ARIA)                                       | 2             |
| Áo (Ö3 Austria Top 40)                          | 3             |
| Bỉ (Ultratop 50 Flanders)                       | 7             |
| Bỉ (Ultratop 50 Wallonia)                       | 27            |
| Bolivia (Monitor Latino)                        | 19            |
| Canada (Canadian Hot 100)                       | 1             |
| Canada CHR/Top 40 (Billboard)                   | 3             |
| Canada Hot AC (Billboard)                       | 4             |
| CIS (Tophit)                                    | 84            |
| Costa Rica (Monitor Latino)                     | 16            |
| Croatia (HRT)                                   | 18            |
| Cộng hòa Séc (Singles Digitál Top 100)          | 2             |
| Denmark (Tracklisten)                           | 8             |
| Dominican Republic (SODINPRO)                   | 44            |
| Ecuador (National-Report)                       | 91            |
| Estonia (Eesti Ekspress)                        | 2             |
| Euro Digital Songs (Billboard)                  | 4             |
| Phần Lan (Suomen virallinen lista)              | 6             |
| France (SNEP)                                   | 32            |
| Trường songid là BẮT BUỘC CHO BẢNG XẾP HẠNG ĐỨC | 7             |
| Greece (IFPI)                                   | 2             |
| Guatemala (Monitor Latino)                      | 19            |
| Hungary (Rádiós Top 40)                         | 37            |
| Hungary (Single Top 40)                         | 4             |
| Hungary (Stream Top 40)                         | 2             |
| Iceland (Tonlist)                               | 9             |
| Ireland (IRMA)                                  | 1             |
| Italy (FIMI)                                    | 24            |
| Japan (Japan Hot 100)                           | 72            |
| Latvia (LAIPA)                                  | 2             |
| Lithuania (AGATA)                               | 2             |
| Lebanon (Lebanese Top 20)                       | 8             |
| Lebanon English (Lebanese Top 20)               | 5             |
| Malaysia (RIM)                                  | 2             |
| Mexico (Monitor Latino)                         | 18            |
| Mexico Airplay (Billboard)                      | 13            |
| Hà Lan (Dutch Top 40)                           | 8             |
| Hà Lan (Single Top 100)                         | 10            |
| New Zealand (Recorded Music NZ)                 | 2             |
| Norway (VG-lista)                               | 2             |
| Panama (Monitor Latino)                         | 14            |
| Bồ Đào Nha (AFP)                                | 4             |
| Scotland (OCC)                                  | 10            |
| Singapore (RIAS)                                | 2             |
| Slovakia (Rádio Top 100)                        | 20            |
| Slovakia (Singles Digitál Top 100)              | 2             |
| Slovenia (SloTop50)                             | 24            |
| South Korea (Gaon)                              | 87            |
| Spain (PROMUSICAE)                              | 19            |
| Sweden (Sverigetopplistan)                      | 6             |
| Thụy Sĩ (Schweizer Hitparade)                   | 2             |
| Anh Quốc (OCC)                                  | 3             |
| Hoa Kỳ Billboard Hot 100                        | 1             |
| Hoa Kỳ Adult Contemporary (Billboard)           | 13            |
| Hoa Kỳ Adult Pop Airplay (Billboard)            | 3             |
| Hoa Kỳ Dance/Mix Show Airplay (Billboard)       | 10            |
| Hoa Kỳ Pop Airplay (Billboard)                  | 2             |
| US Rolling Stone Top 100                        | 1             |

| Chart (2019)                | Position |
| --------------------------- | -------- |
| Austria (Ö3 Austria Top 40) | 75       |
| Hungary (Single Top 40)     | 75       |
| Netherlands (Dutch Top 40)  | 73       |

## Chứng nhận
| Quốc gia                                                                           | Chứng nhận  | Số đơn vị/doanh số chứng nhận |
| ---------------------------------------------------------------------------------- | ----------- | ----------------------------- |
| [ 79 ]                                                                             | {{{award}}} | 0                             |
| [ 80 ]                                                                             | {{{award}}} | 0                             |
| [ 79 ]                                                                             | {{{award}}} | 0                             |
| [ 79 ]                                                                             | {{{award}}} | 0                             |
| [ 79 ]                                                                             | {{{award}}} | 0                             |
| [ 81 ]                                                                             | {{{award}}} | 0                             |
| [ 81 ]                                                                             | {{{award}}} | 0                             |
| [ 79 ]                                                                             | {{{award}}} | 0                             |
| * Chứng nhận dựa theo doanh số tiêu thụ. ^ Chứng nhận dựa theo doanh số nhập hàng. |             |                               |

| Quốc gia                                                                                  | Chứng nhận  | Doanh số  |
| ----------------------------------------------------------------------------------------- | ----------- | --------- |
| Áo (IFPI Austria)                                                                         | Vàng        | 15,000*   |
| Bỉ (BEA)                                                                                  | Vàng        | 20,000*   |
| Canada (Music Canada)                                                                     | 2× Bạch kim | 160,000   |
| New Zealand (RMNZ)                                                                        | Vàng        | 15,000*   |
| Ba Lan (ZPAV)                                                                             | Vàng        | 10,000*   |
| Tây Ban Nha (PROMUSICAE)                                                                  | Vàng        | 20,000*   |
| Vương quốc Anh (BPI)                                                                      | Vàng        | 400,000   |
| Hoa Kỳ                                                                                    | —           | 2,010,000 |
| *chứng nhận dựa trên doanh số tiêu thụ^chứng nhận dựa trên doanh số nhập hàngchưa rõ ràng |             |           |

## Lịch sử phát hành
| Quốc gia       | Ngày                      | định dạng                                | Nhãn    | Ref.          |
| -------------- | ------------------------- | ---------------------------------------- | ------- | ------------- |
| Toàn thế giới  | Ngày 23 tháng 10 năm 2019 | Digital download streaming 12-inch vinyl | Giao lộ | [ 90 ] [ 91 ] |
| Úc             | Ngày 25 tháng 10 năm 2019 | Đài phát thanh đương đại                 | phổ cập | [ 92 ]        |
| Vương quốc Anh | Ngày 26 tháng 10 năm 2019 | Đài phát thanh đương đại                 | Polydor | [ 93 ]        |
| Hoa Kỳ         | Ngày 28 tháng 10 năm 2019 | Người lớn đương đại                      | Giao lộ | [ 94 ]        |
| Hoa Kỳ         | Ngày 29 tháng 10 năm 2019 | Đài phát thanh đương đại                 | Giao lộ | [ 95 ]        |
| Ý              | Ngày 8 tháng 11 năm 2019  | Đài phát thanh đương đại                 | phổ cập | [ 96 ]        |